# Paolo Frisi
Paolo Frisi (Melegnano, 13 de abril de 1728 – 22 de novembro de 1784) foi um matemático e astrônomo italiano.

## Biography

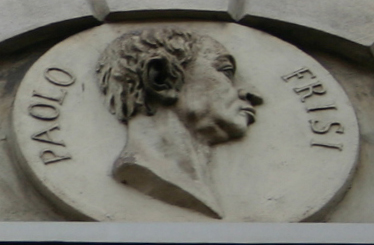
Medalhão do século XIX de Paolo Frisi na fachada da Casa Beccaria em Milão

Em 1757 foi eleito membro estrangeiro da Royal Society.
Foi eleito membro da Academia Real das Ciências da Suécia.
Morreu em Milão em 1784. Há com seu nome uma estrada em Melegnano  e uma escola em Monza.

## Obras
- De motu diurno terrae. Pisis: ex nova Typographia Io. Paulli Giovannelli & sociorum. 1756
- De gravitate universali corporum. Mediolani: apud Joseph Galeatium regium typographum. 1768
- Del modo di regolare i fiumi, e i torrenti, principalmente del bolognese, e della Romagna. In Lucca: per Vincenzo Giuntini, a spese di Giovanni Riccomini. 1762
- Instituzioni di meccanica, d'idrostatica, d'idrometria e dell'architettura statica e idraulica. In Milano: appresso Giuseppe Galeazzi Regio Stampatore. 1777
- Piano de' lavori da farsi per liberare, e assicurare dalle acque le provincie di Bologna, di Ferrara, e di Ravenna. In Lucca: per Vincenzo Giuntini, a spese di Giovanni Riccomini. 1761
- Elogio del cavaliere Isacco Newton. [S.l.: s.n.] 1778
- Elogio del signor D'Alembert. In Milano: appresso Giuseppe Galeazzi regio stampatore. 1786
- De' canali navigabili trattato del P. D. Paolo Frisi. In Firenze: nella Stamperia Granducale per Gaetano Cambiagi. 1770
- Algebra e geometrica analitica (1782)
- Meccanica (1783)
- Cosmographiae physicae et mathematicae (1774-1775)
- Saggio della morale filosofica
- Elogio di Galileo Galilei e di Bonaventura Cavalieri